# دارین (جبال‌بارز جنوبی)
دارین، روستایی از توابع بخش جبالبارز جنوبی شهرستان عنبرآباد در استان کرمان ایران است.

## جمعیت
این روستا در دهستان نرگسان قرار دارد. براساس سرشماری مرکز آمار ایران در سال ۱۳۸۵، جمعیت آن ۳۹ نفر (۹ خانوار) و براساس سرشماری مرکز آمار ایران در سال ۱۳۹۵، خالی از سکنه بوده‌است.